# Indischer Buntbarsch
Der Indische Buntbarsch (Pseudetroplus maculatus (Lat. „maculatus“ = gefleckt), Syn.: Etroplus maculatus), auch Punktierter Buntbarsch genannt, kommt im Süden Indiens und auf Sri Lanka in küstennahen Süßgewässern und im leichten Brackwasser vor.

## Merkmale
Er hat einen scheibenförmigen, sehr hochrückigen und seitlich stark abgeflachten Körper und wird 8 bis 9 Zentimeter lang. Das relativ kleine Maul ist endständig. Die Grundfarbe der Fische ist gelb. Der Indische Buntbarsch wird durch Längsreihen von kleinen rote Punkten und einem großen schwarzen Fleck etwas oberhalb der Körpermitte gemustert. Die Rückenflosse ist orange, rot gesäumt und mit goldroten bzw. leuchtend roten Punkten besetzt. After- und Schwanzflosse sind gelblich, die Afterflosse vorne schwarz gesäumt. Der erste Flossenstrahl der Bauchflossen irisiert hellblau, ebenso eine Schuppenreihe unterhalb der Augen. Die Geschlechter sind schwer zu unterscheiden. Weibchen sind oft etwas kleiner. Außerhalb der Laichzeit sind die Fische dunkler und blasser gefärbt.
Flossenformel: Dorsale XVII–XX/8–10, Anale XII–XV/8–9, Pectorale 15–16.
Schuppenformel: mLR 35–37.
Morphologisch unterscheidet sich der Indische Buntbarsch von den zwei anderen südasiatischen Buntbarscharten (Etroplus canarensis und E. suratensis) u. a. durch elf (vs. 12–13) Brustrippen und 26 bis 27 Wirbel (vs. 28–29). Außerdem ist die vordere Hälfte der mittleren Sutur zwischen den unteren Pharyngealia beim Indischen Buntbarsch gesägt (vs. glatt), die ersten sechs Pterygiophoren der Afterflosse liegen vor den ersten drei (vs. 2) Hämaldornen, ein Auswuchs der Supraoccipitale-Exoccipitale (Knochen an der Schädelbasis) erstreckt sich ventral zur Hälfte über das Foramen magnum (Großes Hinterhauptloch) (vs. überlappt nicht das Foramen magnum) und dreispitzige und zugespitzte vordere Kieferzähne (vs. einspitzig und spatenförmig).

## Lebensweise
Der Indische Buntbarsch kommt in kleinen Flüssen, Flussmündungen und Lagunen vor und hält sich oft unter Wurzeln oder zwischen Falllaub verborgen. Er ernährt sich von Zooplankton, Jungfischen und Algen. Indische Buntbarsche sind Substratlaicher, die ihr aus 200 bis 300 Eiern bestehendes Gelege offen auf Steinen oder Holzstücken befestigen. Die Fische bilden eine Elternfamilie, beide Eltern kümmern sich intensiv um Eier und Jungfische. Nach dem Schlupf werden die Larven in eine Mulde im Gewässerboden untergebracht. In Aquarien ist beobachtet worden, dass die Jungfische an den Seiten der Elterntiere herumpicken. Es wird angenommen, dass sie, ähnlich wie die Jungen der Diskusfische, Partikel aus der elterlichen Epidermis aufnehmen, hier allerdings nur als Zusatznahrung.